# Pókember: Hazatérés
A Pókember: Hazatérés (eredeti cím: Spider-Man: Homecoming) 2017-ben bemutatott amerikai szuperhős-fantasy film, melyet Jon Watts rendezett. A főszerepben Tom Holland mint címszereplő Pókember, Michael Keaton, Zendaya, Donald Glover, Jacob Batalon, Laura Harrier, Tony Revolori, Tyne Daly, Bokeem Woodbine, Marisa Tomei és Robert Downey Jr. látható.
Az Amerikai Egyesült Államokban 2017. július 7-én mutatták be, Magyarországon egy nappal hamarabb szinkronizálva, július 6-án, az InterCom Zrt. forgalmazásában.

## Cselekmény
A film a Bosszúállók New York-i csatája után veszi fel a fonalat, ahol Adrian Toomes egy frissen alakult brigáddal takarítja el a romokat. Ekkor megjelenik egy új csapat, a Kárelhárítási Hivatal, aki átveszi a munkájukat, és minden ereklyét begyűjt tőlük. Toomes a hírekben értesül róla, hogy a csapatot Tony Stark alapította, hogy rendbe hozza a városon általuk okozott kárt. Társai azon tanakodnak, hogy mit kezdjenek a még náluk maradt chituri holmikkal, erre Toomes annyit felel: "Változik a világ. Alkalmazkodnunk kell."
Nyolc évvel később Toomes fegyverkereskedőként dolgozik, űrtechnológiával gyártott eszközökkel. Ő maga egy repülő ruhában, Keselyű néven szerzi meg az anyagokat a fegyverekhez. Eközben Peter Parkert, avagy a Pókembert Tony Stark magával viszi elkapni Amerika Kapitányt, amihez egy új szerkót is kap. Peter videónaplóban rögzíti az eseményeket, melynek során Stark biztonsági főnökét, Happy-t kiidegeli. A munka végeztével Stark hazaviszi és neki adja a ruhát, valamint megjegyzi, hogy ha újabb bevetésre kell jönnie, majd hívni fogja - ám 2 hónappal később sem érkezik hívás.
Peter az iskolában lúzernek számít, egyetlen barátja egy Ned nevű kövér srác, közben a suli legjobb lányára, Lizre bukik. Peternek elege van az iskolalétből, szakköreiből is folyamatosan kilép, hogy suli után minél több időt tölthessen Pókemberként. Sajnos hősként sem alakul minden úgy, ahogy szeretné, nagyrészt biciklitolvajokat és hasonlókat kap el, ám egy este Bosszúállók-maszkba öltözött, fejlett fegyverekkel ellátott bankrablókra támad. A rablók elmenekülnek, ami miatt Peter szól Happynek, de ő nem veszi komolyan őt.
Peter hazaérve az ablakon mászik be, de Ned már ott van a szobájában, így rájön a titkára. Peter megígérteti vele, hogy nem árulja el senkinek, de azóta folyamatosan kérdezgeti őt a képességeiről és egy pillanatban azt mondja mindenkinek, hogy Peter jó barátja Pókembernek. Emiatt Petert elhívják egy Liznél tartott buliba, hogy ezt bizonyítsa, és épp a tetőn öltözik át, amikor furcsa fényeket lát. Követve azt megtalálja azokat, akiktől a bankrablók a fegyvert szerezték és rajtuk üt. Egy ideig követi őket, ám ekkor megjelenik a Keselyű, egy szárnyakkal rendelkező maszkos ember, aki fölkapja és a tengerbe veti Petert, aki csak egy távirányítású Vasember-páncélnak köszönheti életét. Stark próbálja lebeszélni Petert a dologról, ám ő hajthatatlan, és az üldözés közben elveszett egyik fegyvert kezdik vizsgálni Neddel.
Peter nyomkövetőt tett Toomes egyik emberére, így megtudja, hogy Marylandnél fognak támadni. Hogy közelebb kerüljön, részt vesz egy Washingtonban tartandó versenyen, az előtte való este pedig elindul üldözöttjei után. Előtte még Neddel feloldják a Pókember-ruha rejtett funkcióit, köztük egy saját mesterséges intelligenciát, akit Peter Karennek nevez el. Az akció során Peter megállítja a Kárelhárítási Hivatal teherautóját kirabolni akaró Toomes-t, ám ő bent ragad a kocsiban, amit a Hivatal rendkívül őrzött raktárába visznek. Peter csak reggel jut ki, ám rájön, hogy a náluk lévő fegyver egy chituri akkumulátor, ami bármikor felrobbanhat, és fel is robban, amíg az iskolai csoport a Washington Emlékmű liftjében van. Pókember (azaz Peter) még időben ott terem és sikeresen megmenti a csoportot.
Pókember ettől hírességé válik, ami még inkább arra készteti Petert, hogy suli helyett is inkább hősködjön. A korábban Toomes embereinél vásárolni próbáló Aaron Davis által megtudja, hogy Toomes egy Statues Island-re tartó kompon akarja megtartani legújabb üzletét, ám ő ott terem és közbelép. A Keselyűvel és egyik emberével, a Rengetővel való összecsapás során az egyik fegyver kettévágja a kompot, amit Peter igyekszik összetartani, amíg meg nem érkezik Vasember. A csalódott Stark ezután nem tartja Petert érdemesnek a ruhára, ezért visszaveszi azt.
A Pókember lét hiányában Peter kezd visszarázódni a sulis életébe és még Lizt is el tudja hívni a Hazatérés bálra. Ám a bál estéjén Lizért megy és kiderül, hogy Liz apja maga a Keselyű. Ő is felismeri a fiút. A kocsiban lefolyt beszélgetésnél Toomes rámutat, hogy Peter a Pókember, ám a lány washingtoni megmentése miatt esélyt ad Peternek: ha bemegy a bálra és nem zargatja többé, akkor nem öli meg. Peter eleinte megteszi a dolgot, de nem bír futni hagyni egy bűnözőt, ezért a régi Pókember jelmezét felvéve utána indul - ám a suli udvarán a Rengető várja, akit Ned segítségével kap el. Peter rájön, hogy Toomes utolsó célpontja a repülő, amin a kiürített Bosszúállók-torony dolgait szállítják. Peter megállítja Toomes-t, ám emiatt a repülő lezuhan a parton. Toomes próbál menekülni az egyik ládával, ám abban a chituri akkumulátorok vannak és Peter hiába próbálja megállítani, azok végül felrobbannak. Peter berohan a robbanás helyéhez, kimenti Toomes-t, és a roncsokhoz hálózva ott hagyja Happynek és a kiérkező csapatnak.
Másnap Liz elhagyja a sulit, ugyanis apja tárgyalása miatt elköltöznek Oregonba. Eközben Happy a wc-ben köszönetet mond Peternek, majd elviszi őt Starkhoz az új Bosszúállók-központhoz. Stark bevenné őt csapattagnak és egy új ruhát is adna neki, ám Peter már nem szeretné, inkább maradna a barátságos és közkedvelt Pókember, és nem nagyobb bűnözőket, gonosztevőket kapna el. Miután elmegy Stark barátnője és a Stark Industries vezetője, Pepper kérdőre vonja Tonyt, hiszen rengeteg sajtós várta a nagy bejelentést az új tagról, erre Stark azt találja ki nagy bejelentésnek, hogy megkéri Pepper kezét. Eközben Peter hazaérve azt látja, hogy Stark visszaadta neki a Pókember-ruhát, amit rögtön fel is vesz - csakhogy May néni meglátja benne.
A stáblista közepénél lévő jelenetben Toomes a börtönben találkozik Mac Gagannal, akinek a kompon adott volna el fegyvert, és aki bosszúra szomjazik Pókemberen. Gagan úgy hallotta, hogy Toomes ismeri Pókember személyazonosságát, ám ő megőrzi a hős titkát és azt mondja: "Ha tudnám ki ő, már rég halott lenne." A stáblista utáni jelenetben a tanulási videókban is felbukkant Amerika Kapitány szerepel, aki a türelemről beszél és arról, hogy néha értelmetlennek tűnik türelmesnek lenni.

## Szereplők
| Színész              | Szereplő                        | Magyar hang        | Leírás |
| -------------------- | ------------------------------- | ------------------ | --- |
| Tom Holland          | Peter Parker / Pókember         | Baráth István      | 15 éves fiú, aki pókszerű képességekre tett szert, miután megharapta egy radioaktív pók |
| Michael Keaton       | Adrian Toomes / Keselyű         | Rátóti Zoltán      | Fegyvermentőből lett fegyverkereskedő, miután cége kiszorul az üzletből. A Chitauri technológiából kovácsolt mechanikus szárnyakkal ellátott ruhát használ. Liz apja.                              |
| Jon Favreau          | Harold „Happy” Hogan            | Kálid Artúr        | A Stark Industries egykori biztonsági főnöke, Tony Stark sofőrje és testőre. |
| Gwyneth Paltrow      | Pepper Potts                    | Major Melinda      | Tony Stark menyasszonya és a Stark Industries vezérigazgatója. |
| Zendaya              | Michelle „MJ” Jones             | Csuha Borbála      | Parker egyik osztálytársa. |
| Donald Glover        | Aaron Davis                     | Ember Márk         | Bűnöző, aki fegyvert akar vásárolni Toomestól. |
| Jacob Batalon        | Ned Leeds                       | Szvetlov Balázs    | Parker legjobb barátja. |
| Laura Harrier        | Liz Toomes                      | Czető Zsanett      | Végzős, Parker szerelme és Toomes lánya. |
| Tony Revolori        | Flash Thompson                  | Rada Bálint        | Parker riválisa és osztálytársa. |
| Bokeem Woodbine      | Herman Schultz                  | Bognár Tamás       | Toomes bűntársa. |
| Tyne Daly            | Anne Marie Hoag                 | Menszátor Magdolna | Az Egyesült Államok Kárelhárítási Hivatalának vezetője. |
| Marisa Tomei         | May Parker                      | Györgyi Anna       | Peter nagynénje. |
| Robert Downey Jr.    | Tony Stark / Vasember           | Fekete Ernő        | Önjelölt zseni, milliárdos, playboy és filantróp, aki saját találmányú elektromechanikus páncélokkal rendelkezik, aki Parker mentora és az Egyesült Államok Kárelhárítási Hivatalának megalkotója. |
| Kerry Condon         | Péntek (hang)                   | Peller Mariann     | Stark új mesterséges intelligenciája. |
| Chris Evans          | Steve Rogers / Amerika Kapitány | Zámbori Soma       | Bosszúálló és egy második világháborús veterán, akit egy kísérleti szérummal szuper erőssévált, majd belefagyott a jégbe, mielőtt felébredt volna a modern világban.                               |
| Garcelle Beauvais    | Doris Toomes                    | Peller Anna        | Adrian felesége és Liz anyja. |
| Jennifer Connelly    | Karen (hang)                    | Kisfalvi Krisztina | Mesterséges intelligencia Parker öltönyében. |
| Hemky Madera         | Mr. Delmar                      | Törköly Levente    | Helyi bodega tulajdonosa. |
| Logan Marshall-Green | Jackson Brice                   | Pál András         | Toomes bűntársai. |
| Michael Chernus      | Phineas Mason                   | Rába Roland        | Toomes bűntársai. |
| Michael Mando        | Mac Gargan                      | Horváth Illés      | Toomes bűntársai. |
| Christopher Berry    | Randy                           | Takátsy Péter      | Toomes bűntársai. |
| Kenneth Choi         | Morita igazgató                 | Szatmári Attila    | Az iskola igazgatója. |
| Hannibal Buress      | Wilson edző                     | Maday Gábor        | Az iskola tornatanára. |
| Martin Starr         | Mr. Harrington                  | Rajkai Zoltán      | Tanár és akadémiai tízpróba edző. |
| Selenis Leyva        | Ms. Warren                      | Frajt Edit         | Tanárok. |
| John Penick          | Mr. Hapgood                     | Pálfai Péter       | Tanárok. |
| Jorge Lendeborg Jr.  | Jason Ionello                   | Czető Roland       | Parker osztálytársai. |
| Abraham Attah        | Abraham                         | Berkes Bence       | Parker osztálytársai. |
| Tiffany Espensen     | Cindy                           | Gulás Fanni        | Parker osztálytársai. |
| Angourie Rice        | Betty Brant                     | Kardos Eszter      | Parker osztálytársai. |
| Zach Cherry          | Utcai árus                      | Elek Ferenc        | Megkéri Pókembert, hogy csináljon egy szaltót. |
| Stan Lee             | Gary                            | Kajtár Róbert      | New York-i lakó, aki szemtanúja Parker és szomszédja összetűzésének. |

### Magyar változat
- Magyar szöveg: Heltai Olga
- Szakértő: Harza Tamás
- Felvevő hangmérnök: Gábor Dániel
- Rendezőasszisztens és vágó: Kajdácsi Brigitta
- Gyártásvezető: Fehér József
- Szinkronrendező: Tabák Kata

A szinkront az InterCom Zrt. megbízásából a Mafilm Audio Kft. készítette.

## Fogadtatás
A Pókember: Hazatérés pozitívan teljesített az értékelők körében: az Internet Movie Database-n 7,4 ponton áll, 510 194 szavazat alapján. A Rotten Tomatoeson 88 százaléka van, ami 237 367 értékelés eredménye. A Metacritic weboldalon pedig 73 pontja van, ami 51 kritikán alapul.